# 同塔足球俱乐部
同塔足球俱乐部（Câu lạc bộ bóng đá Đồng Tháp），越南南部同塔省高岭市的一个足球俱乐部。该队现参加越南足球甲级联赛，主场位于高岭体育场。
俱乐部前身是同塔足球队，由当地体育部门成立于1976年，是1980年越南足球顶级联赛创始球队之一。但同塔在首届联赛便降级，直到1989年才重返顶级联赛，并在当年爆冷击败了体工足球队夺得联赛冠军。1998年，俱乐部首次也是迄今为止唯一一次参加亚洲赛事。
2001年，俱乐部再度降级，此后数年一直在V联赛和越南甲级联赛间升降。2008年，俱乐部得到越南橡胶赞助，并在两年后转为职业足球俱乐部。2014年，俱乐部曾因赞助商撤资和高额负债一度面临解散危机，但新赞助商Hồng Quang房地产的加入及时拯救了俱乐部。

旧队徽

## 荣誉
越南国家足球锦标赛
- 冠军 (2)：1989、1996

越南足球甲級聯賽
- 冠军 (2)：2006、2014
- 亚军 (1)：2001-02